# Samoa i olympiska sommarspelen 2020
Samoa deltog med en trupp på åtta idrottare vid de olympiska sommarspelen 2020 i Tokyo som hölls mellan den 23 juli och 8 augusti 2021 efter att ha blivit framflyttad ett år på grund av coronaviruspandemin. Det var 10:e raka sommar-OS som Samoa deltog vid. Ingen av landets deltagare erövrade någon medalj.

## Boxning
| Boxare                  | Gren                 | Sextondelsfinal      | Åttondelsfinal         | Kvartsfinal          | Semifinal            | Final                | Final            |
| Boxare                  | Gren                 | Motståndare Resultat | Motståndare Resultat   | Motståndare Resultat | Motståndare Resultat | Motståndare Resultat | Placering        |
| ----------------------- | -------------------- | -------------------- | ---------------------- | -------------------- | -------------------- | -------------------- | ---------------- |
| Marion Faustino Ah Tong | Herrarnas weltervikt | Zimba (ZAM) L 0–5    | Gick inte vidare       | Gick inte vidare     | Gick inte vidare     | Gick inte vidare     | Gick inte vidare |
| Ato Plodzicki-Faoagali  | Herrarnas tungvikt   | Bye                  | Smiahlikau (BLR) L 1–4 | Gick inte vidare     | Gick inte vidare     | Gick inte vidare     | Gick inte vidare |

## Friidrott
Förkortningar
- Notera– Placeringar avser endast det specifika heatet.
- Q = Tog sig vidare till nästa omgång
- q = Tog sig vidare till nästa omgång som den snabbaste förloraren eller, i teknikgrenarna, genom placering utan att nå kvalgränsen
- i.u. = Omgången fanns inte i grenen
- Bye = Idrottaren behövde inte tävla i omgången

Teknikgrenar
| Idrottare | Gren                     | Kval    | Kval      | Final            | Final            |
| Idrottare | Gren                     | Distans | Placering | Distans          | Placering        |
| --------- | ------------------------ | ------- | --------- | ---------------- | ---------------- |
| Alex Rose | Herrarnas diskuskastning | 61,72   | 18        | Gick inte vidare | Gick inte vidare |

## Judo
| Idrottare          | Gren                               | Omgång 1             | Omgång 2             | Omgång 3             | Kvartsfinal          | Semifinal            | Återkval             | Final / BM           | Final / BM       |
| Idrottare          | Gren                               | Motståndare Resultat | Motståndare Resultat | Motståndare Resultat | Motståndare Resultat | Motståndare Resultat | Motståndare Resultat | Motståndare Resultat | Placering        |
| ------------------ | ---------------------------------- | -------------------- | -------------------- | -------------------- | -------------------- | -------------------- | -------------------- | -------------------- | ---------------- |
| Peniamina Percival | Herrarnas halv mellanvikt (−81 kg) | Bye                  | de Wit (NED) L 00–01 | Gick inte vidare     | Gick inte vidare     | Gick inte vidare     | Gick inte vidare     | Gick inte vidare     | Gick inte vidare |

## Kanotsport

### Sprint
| Kanotist                                | Gren                 | Heat     | Heat      | Kvartsfinal | Kvartsfinal | Semifinal        | Semifinal        | Final            | Final            |
| Kanotist                                | Gren                 | Tid      | Placering | Tid         | Placering   | Tid              | Placering        | Tid              | Placering        |
| --------------------------------------- | -------------------- | -------- | --------- | ----------- | ----------- | ---------------- | ---------------- | ---------------- | ---------------- |
| Rudolph Berking-Williams                | Herrarnas K-1 200 m  | 42,083   | 5 QF      | 41,950      | 5           | Gick inte vidare | Gick inte vidare | Gick inte vidare | Gick inte vidare |
| Rudolph Berking-Williams                | Herrarnas C-1 1000 m | 5.19,538 | 8 QF      | DNS         | DNS         | Gick inte vidare | Gick inte vidare | Gick inte vidare | Gick inte vidare |
| Clifton Tuva'a                          | Herrarnas K-1 200 m  | 38,363   | 4 QF      | 38,287      | 4           | Gick inte vidare | Gick inte vidare | Gick inte vidare | Gick inte vidare |
| Clifton Tuva'a                          | Herrarnas K-1 1000 m | 4.11,029 | 4 QF      | 4.21,301    | 4           | Gick inte vidare | Gick inte vidare | Gick inte vidare | Gick inte vidare |
| Rudolph Berking-Williams Clifton Tuva'a | Herrarnas K-2 1000 m | 3.55,617 | 5 QF      | 3.46,523    | 5 FB        | Bye              | Bye              | 3.56,171         | 16               |
| Anne Cairns                             | Damernas K-1 200 m   | 46,795   | 7 QF      | 47,141      | 8           | Gick inte vidare | Gick inte vidare | Gick inte vidare | Gick inte vidare |
| Anne Cairns                             | Damernas K-1 500 m   | 2.03,667 | 6 QF      | 2.02,525    | 4           | Gick inte vidare | Gick inte vidare | Gick inte vidare | Gick inte vidare |

Teckenförklaring: FA = Kvalificerad för final (medalj); FB = Kvalificerad för B-final (ingen medalj)

## Segling
| Seglare      | Gren            | Race | Race | Race | Race | Race | Race | Race | Race | Race | Race | Race | Poäng | Placering |
| Seglare      | Gren            | 1    | 2    | 3    | 4    | 5    | 6    | 7    | 8    | 9    | 10   | M*   | Poäng | Placering |
| ------------ | --------------- | ---- | ---- | ---- | ---- | ---- | ---- | ---- | ---- | ---- | ---- | ---- | ----- | --------- |
| Eroni Leilua | Herrarnas laser | 31   | 27   | 30   | 32   | 32   | 27   | 30   | 31   | 35   | 28   | EL   | 268   | 32        |

M = Medaljrace; EL = Utslagen – gick inte vidare till medaljracet